# Ângela Stecca
Ângela Stecca foi uma modelo brasileira de Minas Gerais que em 1968 tornar-se-ia Miss Brasil Mundo.